# Čavisov
Čavisov – wieś gminna i gmina w powiecie Ostrawa-miasto, w kraju morawsko-śląskim, w Czechach. Liczba mieszkańców wynosi 489, a powierzchnia 4,04 km². 
Miejscowość położona jest na Śląsku Opawskim, na północy sąsiaduje z Horní Lhotą i Dolní Lhotą, na wschodzie z Vřesiną i Klimkovicami, na zachodzie ze Zbyslavicami i Olbramicami a na północnym zachodzie z należącymi do powiatu Opawa Kyjovicami.
Do 31 grudnia 2006 roku miejscowość wchodziła w skład powiatu Opawa, 1 stycznia 2007 została objęta rozszerzonym powiatem Ostrawa-miasto.
Pierwsza wzmianka pochodzi z 1377. W 1869 wieś liczyła 194 mieszkańców, w 1921 297, a w 1970 326.